# Ectroma arenarium
Ectroma arenarium är en stekelart som först beskrevs av Erdös 1955.  Ectroma arenarium ingår i släktet Ectroma, och familjen sköldlussteklar. Arten är reproducerande i Sverige.